# معركة حصن إبين إميل
معركة حصن إبين إميل (بالإنجليزية: Battle of Fort Eben-Emael) كانت معركة وقعت بين القوات البلجيكية والألمانية ما بين 10 مايو و11 مايو 1940، شكلّت جزءًا من معركة بلجيكا والعملية الصفراء؛ الغزو الألماني للبلدان المنخفضة وفرنسا. وذلك حينما كُلفّت قوة هجومية من المظليين الألمان، (فالشيرم-ييغر)، بمهاجمة حصن إبين إميل والاستيلاء عليه، وهو حصن بلجيكي يسيطر موقعه الاستراتيجي ومرابض مدفعيته القوية على العديد من الجسور الهامة فوق قناة ألبرت، التي تحمل الطرق المؤدية إلى قلب بلجيكا حيث كانت القوات الألمانية تنوي استخدامها للتقدم. وبينما هاجمت بعض القوات الألمانية المحمولة جواً الحصن وحيدت حاميته وعطلت المدفعية بداخله، استولى آخرون في نفس الوقت على ثلاثة جسور فوق القناة. بعد تحييد الحصن، كُلفّت القوات المجوقلة بحماية الجسور من الهجمات المضادة البلجيكية لحين اتصالها بالقوات البرية للجيش الألماني الثامن عشر.
كانت المعركة انتصارًا استراتيجيًا للقوات الألمانية، حينما هبطّت القوات المجوقلة فوق الحصن بالطائرات الشراعية واستخدمت المتفجرات وقاذفات اللهب لتعطيل الدفاعات الخارجية له. بعد ذلك، اقتحم مظليو الفالشيرم-ييغر الحصن وقتلوا بعض المدافعين وحجزوا بقيتهم في الأجزاء السفلية من الحصن. في الوقت نفسه، حطّت بقية القوة الهجومية الألمانية بالقرب من الجسور الثلاثة فوق القناة، ودمرت العديد من الدُشم والمواقع الدفاعية وهزمت القوات البلجيكية التي تحرس الجسور والتي استولت عليها ووضعتها تحت السيطرة الألمانية. تكبدت القوات المجوقلة خسائر فادحة خلال العملية، لكنها نجحت في الحفاظ على الجسور لحين وصول القوات البرية الألمانية، التي آزرت بعد ذلك القوات المجوقلة في مهاجمة الحصن مرة أخرى وإجبار الأفراد المتبقين من الحامية على الاستسلام. تمكنت القوات الألمانية بعد ذلك من استخدام جسرين فوق القناة لتجاوز المواقع الدفاعية البلجيكية والتقدم إلى بلجيكا للمعاونة على غزو البلاد. بينما نُسفّ الجسر المقام على كانه، مما اضطر المهندسون الألمان لبناء جسر جديد.

## خلفية تاريخية

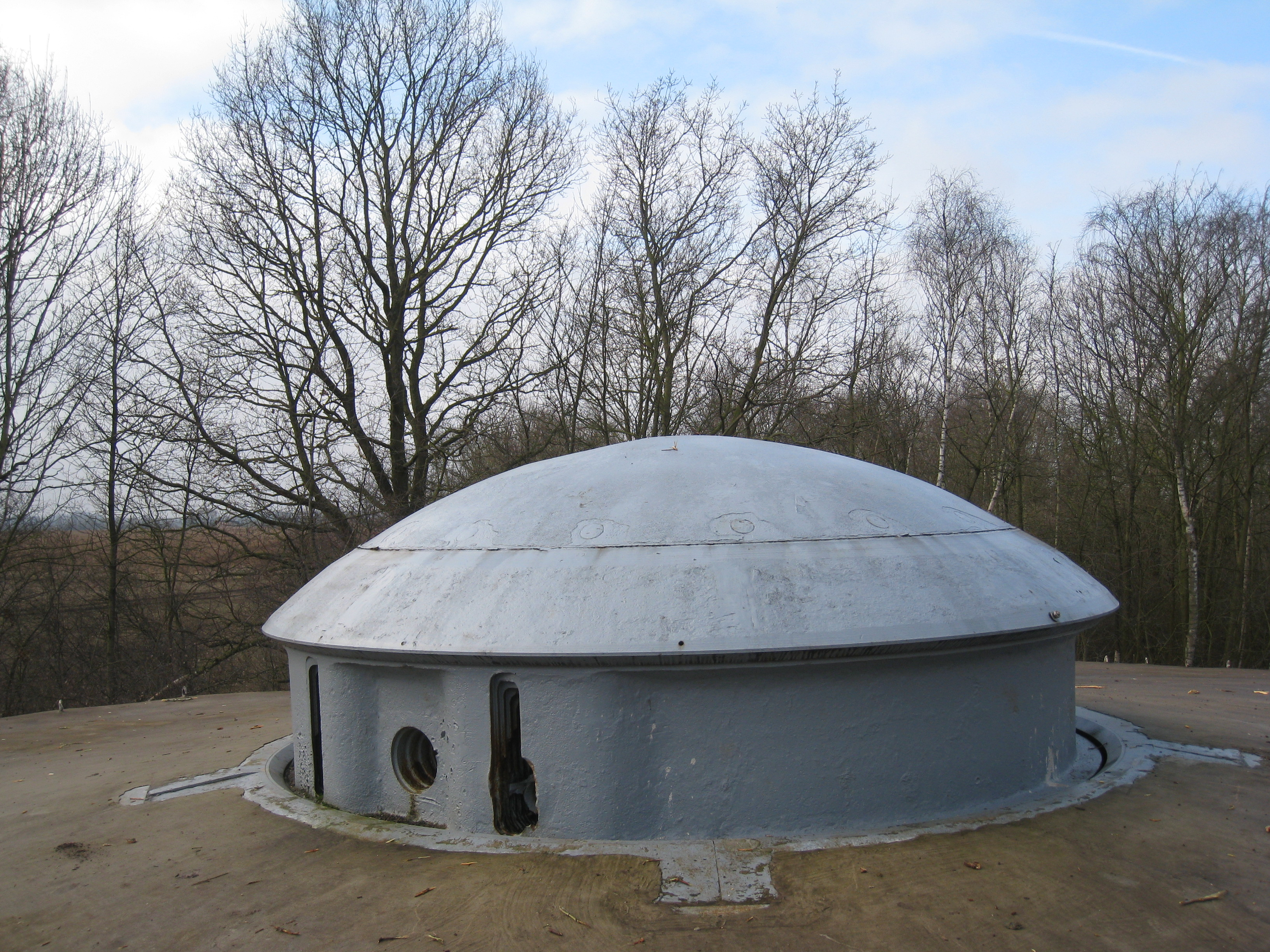
برج مدفعي قابل للسحب في حصن إبين إميل

شنت ألمانيا عملية فال غيلب (الخطة الصفراء: غزو البلدان المنخفضة وفرنسا) في 10 مايو 1940. من خلال الهجوم عبر هولندا ولوكسمبورغ وبلجيكا، فقد خططّت القيادة العليا للفيرماخت للتغلب على خط ماجينو والتقدم عبر جنوب بلجيكا وإلى شمال فرنسا وعزل قوات المشاة البريطانية وجزء كبير من القوات الفرنسية وإجبار الحكومة الفرنسية على الاستسلام.
كان على القوات الألمانية هزيمة القوات المسلحة للبلدان المنخفضة وتجاوز أو تحييد العديد من المواقع الدفاعية (في بلجيكا وهولندا في المقام الأول) من أجل الوصول إلى شمال فرنسا. كانت المنظومة الدفاعية لبعض هذه المواقع محصنة تحصينًا خفيفًا ليس إلا وكان الغرض منها العمل كمواقع إعاقة أكثر من كونها خطوط دفاعية صُممت بالفعل لصد هجوم العدو.
ومع ذلك كان لبعض الدفاعات طبيعة أكثر ديمومة، بحيث ضمت تحصينات واسعة، تحميها أعداد ضخمة من الجنود. ضم خط غريبه-بيل في هولندا، الممتد من الشاطئ الجنوبي لنهر زاوديرزي إلى الحدود البلجيكية بالقرب من فيرت، العديد من التحصينات إلى جانب عوائق طبيعية مثل أراضي المستنقعات ووادي غيلد والتي يمكن غمرها بالمياه بسهولة لإعاقة أي هجوم. كذلك يحمي خط كا-فيه خط الدفاع البلجيكي الرئيسي (المعروف أيضًا باسم خط دايل على طول نهر دايل) ميناء أنتويرب والعاصمة البلجيكية بروكسل. كما كان هناك خط إعاقة على طول قناة ألبرت بين خط كا-فيه والحدود. حمى ذلك الخط المواقع الأمامية التي تحتلها القوات، باستثناء منطقة واحدة تمر بها القناة بالقرب من الحدود الهولندية، والتي كانت تُعرف باسم «مُلحق ماستريخت» نظرًا لقربها من مدينة ماستريخت الهولندية. في هذه المنطقة لم يتمكن الجيش البلجيكي من إقامة مواقع متقدمة نظرًا لتلامس الحدود وبدلاً من ذلك كلفّ فرقة مشاة بحراسة الجسور الثلاثة فوق القناة في المنطقة، كما خُصصّ لواءً لكل جسر. ومعاقل مجهزة بالمدافع الرشاشة للدفاع عن الجسور. مع تقديم معاونة مدفعية من مدافع حصن إبين إميل، التي يغطى مداها اثنين من الجسور.
علمّت القيادة العليا الألمانية بالخطة الدفاعية التي ألزمّت القوات البلجيكية التمسك لفترة وجيزة بمواقع الإعاقة على طول قناة ألبرت ثم تتراجع لتنضم إلى القوات البريطانية والفرنسية على خط كا-فيه. طور الألمان إستراتيجية من شأنها تعطيل هذه الخطة عبر الاستيلاء على الجسور الثلاثة في «ملحق ماستريخت»، وكذلك الجسور الأخرى في بلجيكا وهولندا. ما من شأنه أن يسمح لقواتهم الخاصة باختراق المواقع الدفاعية والتقدم عبر هولندا.

## مقدمة

### الإعدادات البلجيكية
كُلفّت فرقة المشاة السابعة البلجيكية بحراسة الجسور الثلاثة فوق القناة، دعمًا للقوات التي تحمي حصن إبين إميل وقت المعركة.
 تألفت دفاعات كل جسر من أربع دشم خرسانية كبيرة على الجانب الغربي بمحاذاة القناة، ثلاث منها مُجهزة بمدافع رشاشة والرابعة بمدفع مضاد للدبابات؛ تمركزت الدشمة المجهزة بالمدفع المضاد للدبابات بالقرب من الطريق الذي يصل إلى الجسر، مع ملجأ مجهز بمدافع رشاشة يقع خلف الجسر تمامًا واثنان آخران يحيطان بالجسر على مسافة قصيرة من كلا الجانبين. كان هناك موقع لسرية على الضفة الغربية للقناة عند كل جسر منهم، بجانب نقطة مراقبة صغيرة تقع على الجانب الشرقي والتي يمكن استدعائها بسرعة، وفي المقدور نسف جميع الجسور الثلاثة بالعبوات الناسفة المثبتة في هياكلها من خلال أداة تفجير تقع في المخابيء المضادة للدبابات.
شُيدّ حصن إبين إميل الذي تبلغ أبعاده 200 × 400 ياردة (180 × 370 م) خلال الثلاثينيات واكتُمل بحلول 1935، بعد تفجير المساحة المطلوبة من الطين الجيري. وكان يحوي جدرانًا وسقوفًا من الخرسانة المسلحة بسمك 5 ق (1.5 م)، بالإضافة إلى أربعة مكامن قابلة للسحب وأربعة وستين نقطة قوية. جُهز الحصن بست قطع مدفعية عيار 120 ملم يصب مداها إلى 10 أميال؛ منها قطعتين يمكنهما تجاوز 360 درجة، مع 16 قطعة مدفعية عيار 75 ملم و12 مدفعًا مضادًا للدبابات فائق السرعة عيار 60 ملم و25 رشاشًا مزدوجًا وبعض المدافع المضادة للطائرات. كان أحد أجناب الحصن مواجهًا للقناة بينما كانت الأجناب الثلاثة الأخرى تواجه اليابسة وتحميها حقول ألغام وخنادق عميقة بعمق 20 قدمًا (6.1 م) ودُشم خرسانية مزودة بمدافع رشاشة، بجانب 15 كشافًا منصوبًا فوق الحصن ومدافع مضادة للدبابات عيار 60 ملم. كما انتشرت العديد من الأنفاق تحت الحصن لربط الأبراج المنعزلة بمركز القيادة ومخازن الذخيرة. كان للحصن أيضًا مشفاه الخاص وسكن للحامية، فضلاً عن محطة طاقة توفر الكهرباء اللازمة لتشغيل المدافع والإضاءة الداخلية والخارجية وتشغيل الشبكة اللاسلكية ونظام تنقية الهواء الذي تستخدمه الحامية.
لم تتطلب الخطط البلجيكية انخراط حامية الحصن والقوات المدافعة المُعززة لها في معركة متواصلة ضد قوة مهاجمة؛ كان من المفترض أنهم سيُبلغوا بتحذير كاف بالهجوم بحيث تتمكن الكتيبة من الانسحاب على الجانب الشرقي من القناة وتدمر الجسور مع جاهزية الحامية لخوض قتال بهدف التأخير. بعدها تنسحب القوة المدافعة إلى المواقع الدفاعية الرئيسية على طول نهر دايل وتنضم إلى قوات الحلفاء الأخرى.

### الإعدادت الألمانية

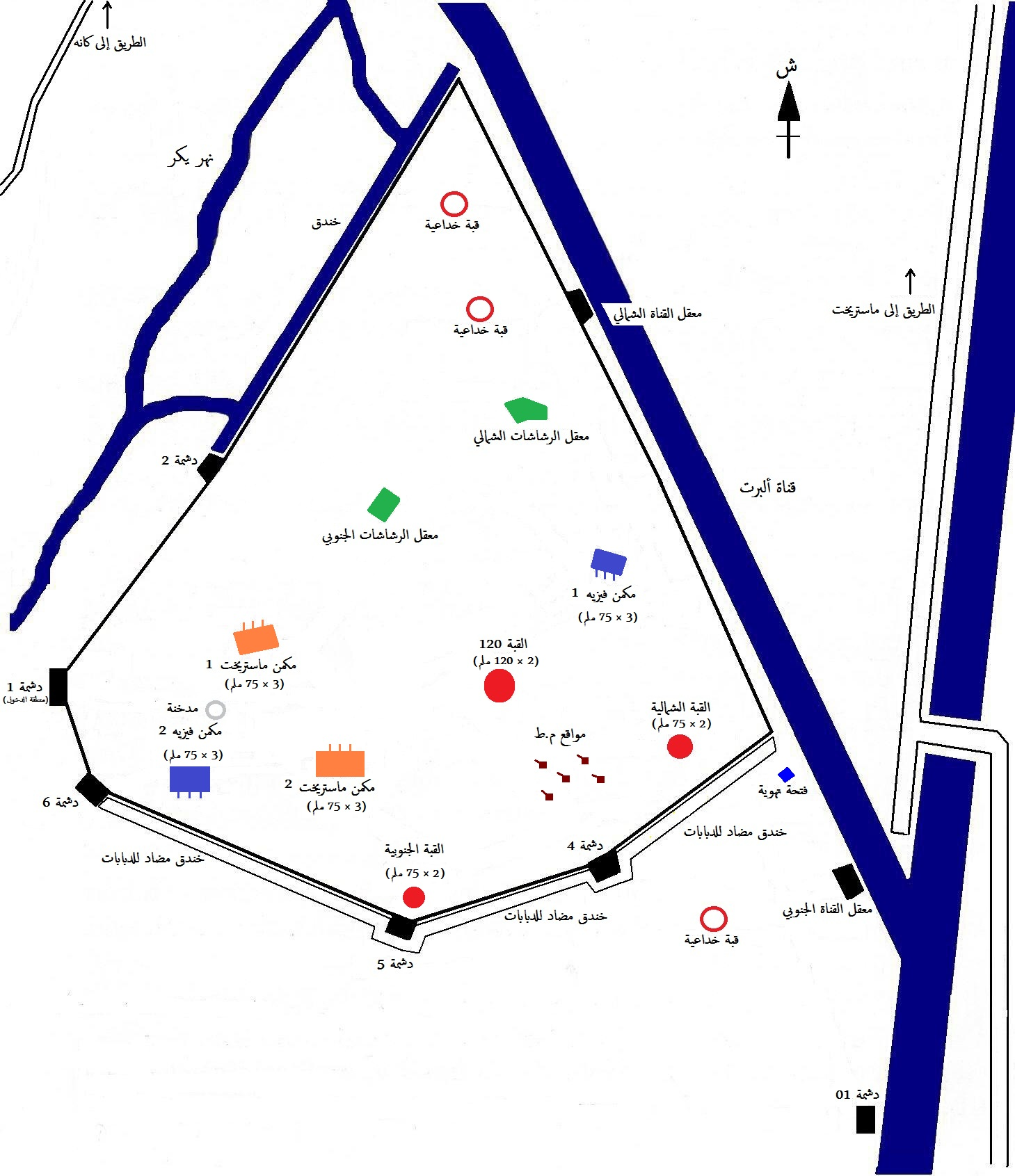
خريطة حصن إبين إميل

كان الهجوم المظلي على حصن إبين إميل والجسور الثلاثة التي يُساهم في حمايتها جزءًا من عملية ألمانية مجوقلة أكبر بكثير شملت الفرقة الجوية السابعة وفرقة الإنزال الجوي الثانية والعشرون. كُلفّت الفرقة الجوية السابعة المكونة من ثلاثة أفواج مظلات وفوج مشاة واحد، بالاستيلاء على جسور الأنهار والقناة المؤدية إلى المواقع الدفاعية الهولندية المتمركزة حول روتردام بالإضافة إلى مطار فالهافن. في حين كُلفّت فرقة الإنزال الجوي الثانية والعشرين والتي كانت تتألف من فوجي مشاة وكتيبة مظلات معززة بالاستيلاء على المطارات في محيط لاهاي في فالكنبورغ وأوكينبورغ ويبنبرغ. بمجرد تأمين كتيبة المظلات لهذه المطارات ستهبط بقية الفرقة بهدف احتلال العاصمة الهولندية وأسر كامل الحكومة الهولندية والعائلة المالكة وكبار قادة الجيش الهولندي. كما ستغلق الفرقة جميع الطرق وخطوط السكك الحديدية في المنطقة لعرقلة تحرك القوات الهولندية. كانت نية القيادة العليا للقوات الألمانية تتمحور حول استخدام الفرقتين المجوقلتين لإنشاء ممر مواز يُمكن الجيش الثامن عشر من التقدم إلى هولندا دون أن تُعرقله الجسور المدمرة. ظن اللواء كورت شتودنت (الذي اقترح إنزال الفرقتين المجوقلتين) أن وجودهما من شأنه أن يفتح الطرق الجنوبية لروتردام ويمنع تعبئة الاحتياطي الهولندي المتمركز في شمال غرب هولندا وأي قوات فرنسية قادمة لمساعدة المدافعين الهولنديين وحرمان طائرات الحلفاء من الهبوط في المطارات وكل ذلك من شأنه أن يساعد في تقدم سريع للجيش الثامن عشر. وقد جُهزّت 400 طائرة نقل طراز يونكرز يو 52 لإبرار عناصر المظلات للقوات المحمولة جواً وكذلك نقل عناصر الفرقتين المحمولتين جواً التي لن تهبط بالمظلات أو بالطائرات الشراعية.
شملت القوة المُكلفة بمهاجمة الحصن والاستيلاء على الجسور الثلاثة عناصر من الفرقة الجوية السابعة وفرقة الإنزال الجوي الثانية والعشرين، المسماة شتورمابتيلونغ كوخ (كتيبة العاصفة كوخ) على اسم قائد القوة، هاوبتمان (النقيب) فالتر كوخ. كانت القوة، التي كانت قد جُمعّت في نوفمبر 1939، مؤلفة أساسًا من مظليين من فوج المظليين الأول ومهندسين من الفرقة الجوية السابعة، بالإضافة إلى حفنة صغيرة من طياري اللوفتفافه. على الرغم من أن القوة كانت مؤلفة أساسًا من المظليين، فقد تقرر أن تكون عمليات الإنزال الأولى للقوة بالطائرات الشراعية. كان أدولف هتلر الذي أبدى اهتمامًا شخصيًا بتحضيرات القوة المهاجمة، قد أمر باستخدام الطائرات الشراعية بعدما أخبرته هانا رايتش (طيَارته الخاصة) أن الطائرات الشراعية تُحلق شبه صامتة؛ كان من المعتقد أنه نظرًا لاعتماد الدفاعات البلجيكية المضادة للطائرات على صفائف تحديد موقع الصوت بدلاً من الرادار، فمن الممكن سحب الطائرات الشراعية بالقرب من الحدود الهولندية ثم إطلاقها مما سيحقق هجومًا مفاجئًا لأن المدافعين البلجيكيين سيكونوا عاجزين عن رصدها. توفرت خمسين طائرة شراعية للنقل طراز دي أف أس 230 لتستخدمها القوة المهاجمة، ثم بدأت فترة من التدريب المكثف. أُجريت دراسة مُفصلة عن الحصن والجسور والمنطقة المحيطة وبُنيّت نسخة طبق الأصل من المكان لتتدرب عليه القوات المحمولة جواً. كما أُقيمّت تدريبات مشتركة بين المظليين وطياري الطائرات الشراعية في أوائل 1940 وخضعت المعدات والتكتيكات المستخدمة للتعديل، كإضافة الأسلاك الشائكة إلى زلاقات عجلات الطائرات الشراعية لخفض حدة هبوطها، مع تدريب القوات المحمولة جواً على قواذف اللهب والمتفجرات الخاصة، والتي كانت من السرية لدرجة أنها استخدمت فقط على التحصينات في ألمانيا لا على التحصينات المشابهة لحصن إبين إميل في تشيكوسلوفاكيا. بقي الأمر سرًا بطرق شتى، فعندما انتهت التدريبات، فُككّت الطائرات الشراعية والمعدات ونُقلّت في عربات أثاث وأعيد تسمية الوحدات الفرعية للقوة مرارًا ونُقلت من موقع إلى آخر، كما أُزيلّت شارات الوحدات وشعاراتها ولم يُسمح لجنود القوات المحمولة جواً بمغادرة ثكناتهم أو الحصول على إجازة.

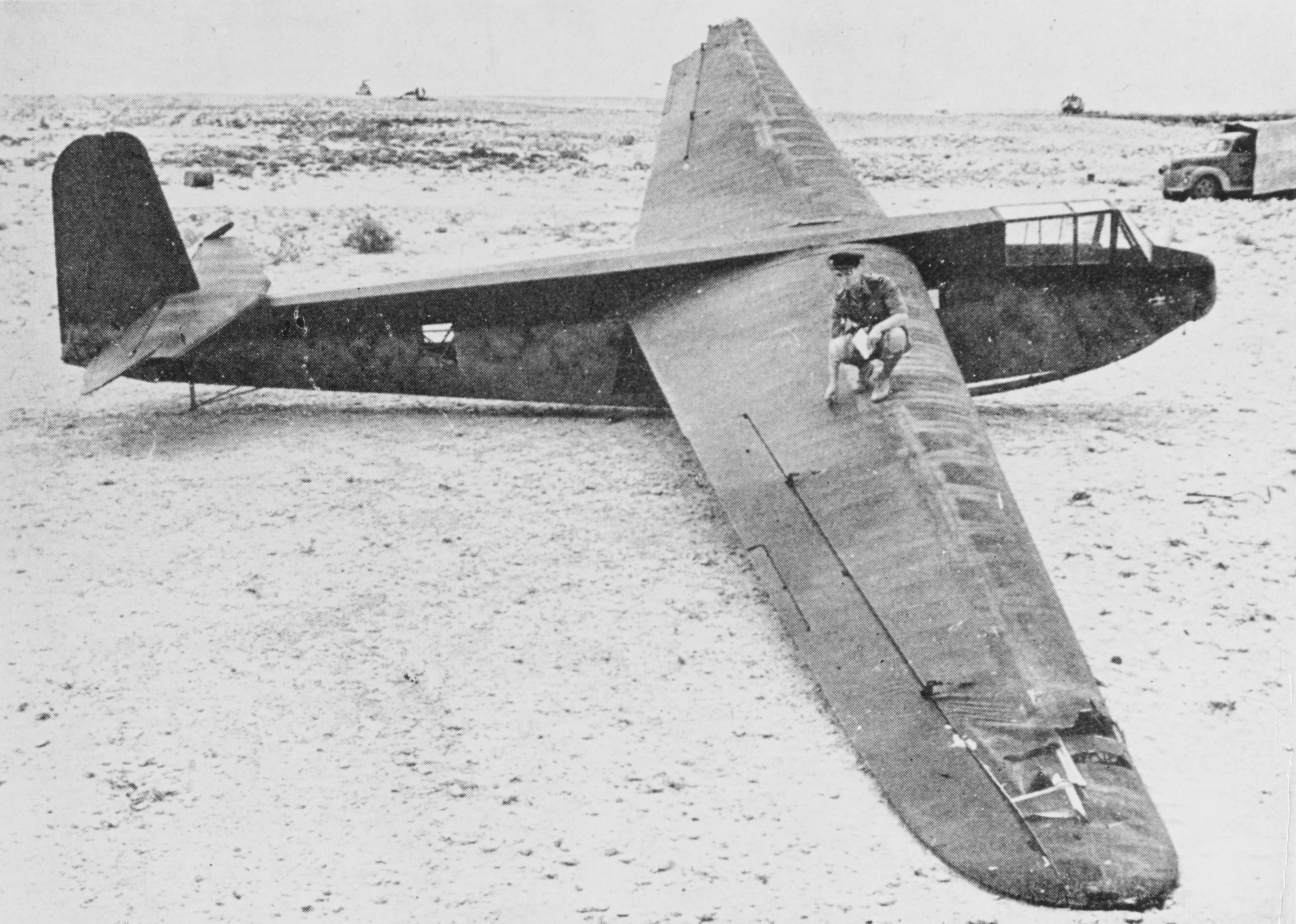
طائرة شراعية ألمانية طراز دي أف أس 230 مخصصة لنقل الجنود

وزع هاوبتمان كوخ قوته إلى أربع مجموعات هجومية:
- مجموعة الجرانيت؛ بقيادة أوبرلويتنانت (ملازم أول) رودولف فيتسيغ، من 85 رجلاً في 11 طائرة شراعية، مهمتها الهجوم على حصن إبين إميل والاستيلاء عليه.
- مجموعة الفولاذ؛ بقيادة أوبرلويتنانت غوستاف ألتمان، من 92 رجلاً و9 طائرات شراعية، مهمتها الاستيلاء على جسر ڤيلدڤيزيلت.
- مجموعة الخرسانة؛ بقيادة لويتنانت (ملازم) غيرهارد شاخت، من 92 رجلاً في 11 طائرة شراعية، مهمتها الاستيلاء على جسر ڤروينهوڤن.
- مجموعة الحديد؛ بقيادة لويتنانت مارتن شيختر، من 90 رجلاً في 10 طائرات شراعية، مهمتها الاستيلاء على جسر كانه[الإنجليزية].[15]

مثلّ الوقت العنصر الحاسم للقوة المهاجمة، خاصةً مجموعة الجرانيت. كان يُعتقد أن الجمع بين تكتيك الهجوم الصامت للطائرات الشراعية التي ستحمل القوة المهاجمة وعدم إعلان الحرب من جانب الحكومة الألمانية من شأنه منح المهاجمين عنصر المفاجأة. ومع ذلك، كانت التقديرات الألمانية تشير إلى أن ذلك سيستمر على الأكثر لمدة ستين دقيقة، بعدها ستواجه القوات المحمولة جوًا القليلة نسبيًا وذات التسليح الخفيف القوات البلجيكية المتفوقة عدديًا التي تدافع عن الحصن والجسور بجانب أي تعزيزات تُرسل إلى المنطقة. بناء على ذلك كانت الخطة الألمانية تقضي بأنه في غضون الستين دقيقة هذه يجب تدمير أكبر عدد ممكن من المواقع المضادة للطائرات والقباب المستقلة والمكامن وإعطاب قطع المدفعية بعيدة المدى التي تغطي الجسور الثلاثة مهما بلغت التكلفة. كان من المتوقع الانتهاء من تدمير هذه المدافع في غضون عشر دقائق؛ خلال هذا الوقت سيتعين على القوات المحمولة جواً أن تندفع من طائراتها الشراعية وتقطع المسافة إلى المدافع حتى تضع العبوات الناسفة في فوهاتها وتفجرها وكل ذلك تحت تعرضها لنيران العدو.
تمخرت الخطة النهائية للهجوم عن هبوط ما بين تسعة وأحد عشر طائرة شراعية على الضفة الغربية لقناة ألبرت بجانب كل من الجسور الثلاثة قبل الساعة 05:30 مباشرة في 10 مايو، وهو الوقت المقرر لبدء خطة فال غيلب. تعين على المجموعات المُكلفة بمهاجمة الجسور الثلاثة التغلب على القوات البلجيكية المدافعة وإزالة أي متفجرات مُعدة لنسف الجسور ثم الاستعداد للدفاع عنها ضد الهجوم المضاد المتوقع. بعد أربعين دقيقة ستحلق ثلاث طائرات نقل من طراز يو 52 فوق كل موقع وتُسقط 24 جنديًا إضافيًا من القوات المجوقلة كتعزيزات بالإضافة إلى رشاشات وكميات كبيرة من الذخيرة.
في نفس الوقت ستهبط القوة المُكلفة بمهاجمة حصن إبين إميل على قمته في أحد عشر طائرة شراعية وستقضي على أي مدافعين يحاولون صدها وتتلف حركة المدفعية التي يمكن إعطابها بشحنات متفجرة ثم ستمنع الحامية من إبعاها. ستدافع القوات المحمولة جواً عن مواقعها حتى تصل القوات البرية الألمانية بعد تحقيق أهدافها الأولية المتمثلة في الاستيلاء على الجسور وتدمير قطع المدفعية بعيدة المدى بالحصن.

## المعركة

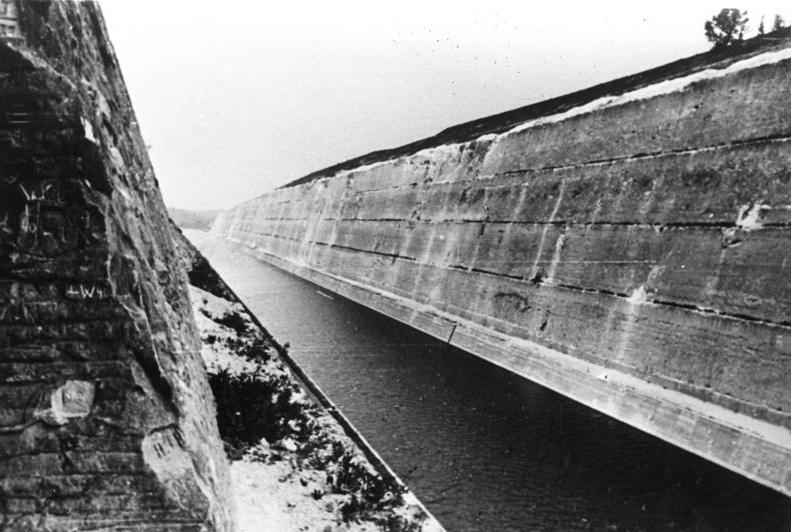
قناة ألبرت كما تُرى من موقع مدفع رشاش بحصن إبين إميل، 24 مايو 1940

انتشرت كتيبة كوخ حول عدة مواقع في راينلاند لأسباب أمنية، حتى تلقت الأوامر ببدء العملية ضد حصن إبين إميل والجسور الثلاثة. تلقت الكتيبة أوامر أولية في 9 مايو بانتقال المجموعات المنفصلة إلى منطقة تجمع مرتبة مسبقًا، وبعد ذلك بوقت قصير وصل أمر ثان بإبلاغ القوة المهاجمة أن فال غيلب ستبدأ في الساعة 05:25 يوم 10 مايو.
صعد المظليون الألمان على متن طائراتهم على مدرج غير مضاء في الساعة 03:00، بينما كانت مكبرات الصوت تذيع مشهد صعود الفالكيريات من أوبرا فالكيري لريتشارد فاغنر. أقلعّت 42 طائرة شراعية تحمل 493 من القوات المحمولة جواً، والتي شكلّت القوة المهاجمة من مطارين في كولونيا في الساعة 04:30. توجه أسطول الطائرات الشراعية وطائرات النقل جنوبًا نحو أهدافها. حافظت الطائرات على صمت لاسلكي صارم مما أجبر الطيارين على الاعتماد على سلسلة من نيران الإشارة الموجهة نحو بلجيكا؛ ألزم الصمت اللاسلكي أيضًا عدم إبلاغ كبار قادة القوة المهاجمة عن انقطاع حبلان لقطر إحدى الطائرات الشراعية مما أجبرها على الهبوط داخل ألمانيا. كما أطلق طيّار طائرة شراعية ثانية حبلا القطر قبل الأوان فلم تتمكن الطائرة من الهبوط بالقرب من هدفها. كانت كلتا الطائرتين الشراعيتين تحملان جنودًا مُلحقين بمجموعة الجرانيت ومتجهتان لمهاجمة حصن إبين إميل، مما خفض من قوة المجموعة؛ كما أنه وضعها تحت قيادة أوبرفيلدفيبل هيلموت فينزل الرجل الثاني في القيادة من بعد أوبرلويتنانت فيتسيغ، الذي كان على متن إحدى الطائرات الشراعية التي أُجبرت على الهبوط. أُطلقّت الطائرات الشراعية المتبقية من حبال القطر الخاصة بها على بعد عشرين ميلاً من أهدافها على ارتفاع 7.000 قدم (2.100 م) والذي اعتبر ارتفاعًا شديدًا بالنسبة لهبوط الطائرات الشراعية بمحاذاة الجسور الثلاثة وفوق الحصن، مع الاحتفاظ بزاوية هبوط حادة لضمان هبوطها على نحو سليم. بدأت طائرات يو 52 في الابتعاد بعد إطلاق الطائرات الشراعية، عندئذ اكتشفتها مواقع المدفعية البلجيكية المضادة للطائرات وفتحت عليها النار. وهو ما نبه الدفاعات في المنطقة إلى وجود طائرات شراعية.

### عند الجسور

#### ڤيلدڤيزيلت

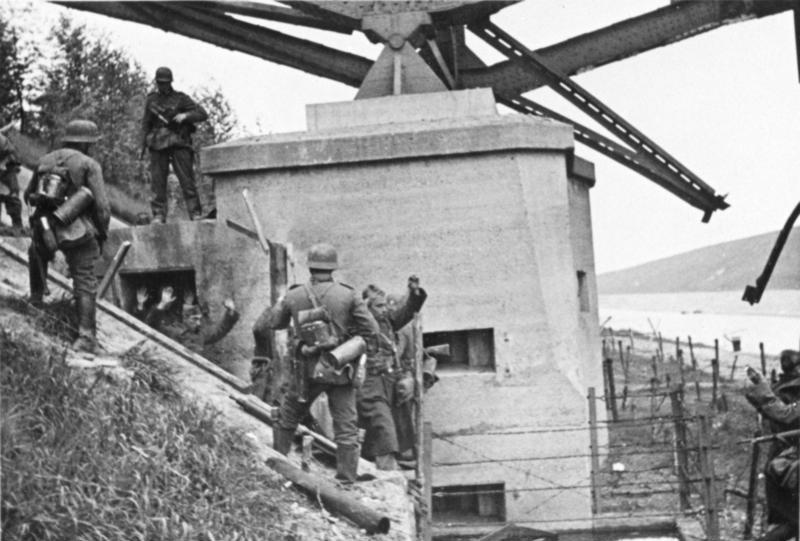
استسلام الجنود البلجيكيين للقوات الألمانية عند جسر ڤيلدڤيزيلت، 11 مايو 1940

هبطت جميع الطائرات الشراعية التسع التي تحمل القوات المخصصة لمجموعة الصُلب بجوار جسر ڤيلدڤيزيلت في الساعة 5:20، ونجحت الأسلاك الشائكة الملتفة حول زلاقات هبوط الطائرات الشراعية في إيقافها بسرعة. هبطت الطائرة الشراعية التي تحمل لويتنانت ألتمان على مسافة من الجسر وهبطت طائرة ثانية مباشرة أمام دشمة بلجيكية والتي بدأت في الاشتباك مع مجموعتي القوات المحمولة جواً بنيران الأسلحة الصغيرة. ألقى ضابط الصف المسؤول عن القوات من الطائرة الشراعية الثانية قنابل يدوية على الدشمة بينما وضع أحد رجاله عبوة ناسفة على الباب ونسفه، مما سمح باقتحام الملجأ وتحييد تلك العقبة. في الوقت نفسه، جمع ألتمان جنوده وقادهم على طول خندق مواز للجسر حتى تمكن رجلان من الوصول إلى ضفة القناة والصعود إلى عوارض الجسر وإبطال مفعول العبوات الناسفة التي زرعتها الحامية البلجيكية به. وهكذا منع الجنود المظليون البلجيكيين من تدمير الجسر، على الرغم من أنهم كانوا لا يزالون يواجهون بقية المدافعين البلجيكيين. وقد صمدّ المدافعون حتى وصلت فصيلة من التعزيزات الألمانية وأجبرتهم على التراجع إلى قرية قريبة. ومع ذلك، لم تستطع نيران الأسلحة الصغيرة للقوة المهاجمة التغلب على مدفعين ميدانيين يقعان على بعد خمسمائة متر من الجسر، مما أجبر ألتمان على طلب الدعم الجوي. استجابت العديد من قاذفات يونكرز يو 87 شتوكا وأعطبّت المدافع. كان من المقرر إحلال مجموعة الصُلب بقوات أخرى بحلول الساعة 14:30، غير أن المقاومة البلجيكية أخرت وصولها بقوى كبيرة حتى الساعة 21:30. وقد خلفّ القتال الدائر ثمانية قتلى وثلاثين جريحًا من القوات المجوقلة المهاجمة.

#### ڤرونهوڤن
هبطّت عشرة من الإحدى عشرة طائرة شراعية التي تحمل مجموعة الخرسانة بجوار جسر ڤرونهوڤن في 5:15، حيث تعرضت الطائرة الشراعية الحادية عشرة لنيران مضادة للطائرات في طريقها إلى الجسر وأُجبرّت على الهبوط قبل الأوان داخل الأراضي الهولندية. في حين تعرضت الطائرات الشراعية لنيران كثيفة من المضادات الأرضية أثناء هبوطها، مما تسبب في تعطل إحدى الطائرات الشراعية في الجو وسقوطها؛ نجم عن ذلك إصابة ثلاثة من القوات المحمولة جواً بجروح خطيرة. في حين هبطت بقية الطائرات الشراعية دون أضرار. هبطت إحدى الطائرات الشراعية بالقرب من المعقل الذي يضم أجهزة تفجير الجسر. سمح ذلك لجنود القوات المحمولة جواً باقتحام الموقع سريعًا. فقتلوا أفراده ونزعوا الأسلاك التي تصل المتفجرات بجهاز التفجير، لضمان عدم إمكانية تدمير الجسر. قاوم المدافعون البلجيكيون المتبقون بشدة عبر شن عدة هجمات مضادة في محاولة لاستعادة الجسر. لكن القوات المجوقلة تمكنّت من صدهم بمساعدة عدة رشاشات أُسقطّت بالمظلات في 06:15. تسببت الهجمات البلجيكية المستمرة في عدم القدرة على سحب مجموعة الخرسانة وإحلالها بكتيبة مشاة إلا في 21:40. تكبدت خلالها خسائر بلغّت سبعة قتلى وأربعة وعشرين جريحًا.

#### كانه

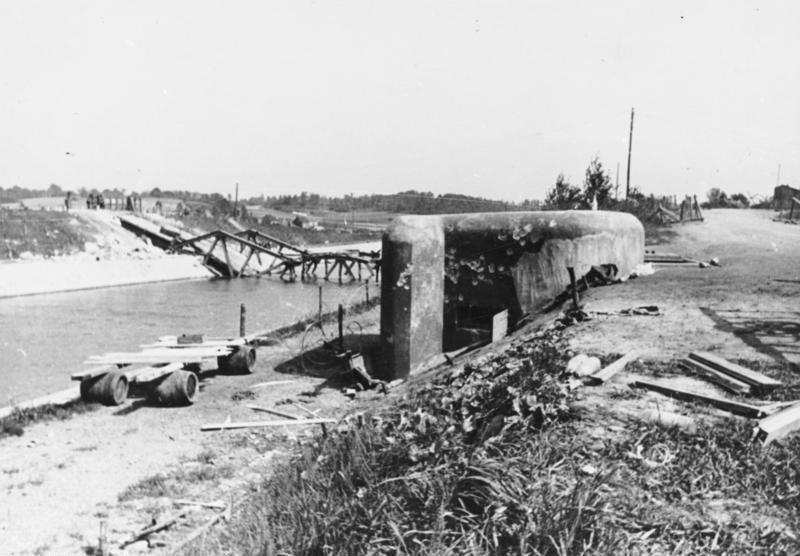
جسر كانه بعدما دمره الجيش البلجيكي، 23 مايو 1940

تمكنت جميع الطائرات الشراعية العشر التي تحمل القوات المحمولة جواً المخصصة لمجموعة الحديد، باستثناء واحدة، من الهبوط بجوار هدفها وهو جسر كانه. هبطت إحدى الطائرات الشراعية في مكان خاطئ بسبب خطأ ملاحي من قبل طياري طائرات النقل التي تجر الطائرات الشراعية. كانت الطائرات الشراعية التسعة الأخرى مقطورة وسط نيران كثيفة من مضادات الطائرات حتى أُطلقّت في الساعة 5:35. عندما بدأت الطائرات الشراعية في الهبوط نحو هدفها، دمرّت الحامية البلجيكية الجسر بعدة شحنات ناسفة. فعلى عكس حاميتي الجسرين الآخرين، وصل إلى المدافعين البلجيكيين في كانه تحذيرًا مُسبقًا، عندما وصل الطابور المدرع الألماني المتجه إلى الجسر لمؤازرة مجموعة الصُلب قبل عشرين دقيقة من الموعد المحدد. والذي ضيع ظهوره أي فرصة لهجوم مفاجيء وأعطى المدافعين وقتًا كافيًا لتدمير الجسر.
عندما هبطت الطائرات الشراعية أُصيبّت إحداها بنيران مضادة للطائرات وتحطمّت على الأرض مما أسفر عن مقتل معظم ركابها. هبطت الثمانية المتبقية بنجاح، واقتحمت القوات المجوقلة المواقع البلجيكية وقضت على المدافعين. بحلول الساعة 5:50 كانت القوات المجوقلة قد أمنّت المنطقة وكذلك قرية كانه المجاورة، لكنها تعرضت بعد ذلك لهجوم مضاد قوي صدته فقط بمساعدة الدعم الجوي من قاذفات شتوكا الانقضاضية. شن المدافعون عدة هجمات مضادة أخرى خلال الليل، مما منع إحلال القوات المجوقلة حتى صباح يوم 11 مايو. عانت مجموعة الحديد أكبر عدد من الخسائر من بين المجموعات الهجومية الثلاث المخصصة للاستيلاء على الجسور بسقوط 22 قتيلاً وستة وعشرين جريحًا. كما وقع أحد أفراد المجموعة في أسر البلجيكيين، لكن القوات الألمانية حررته لاحقًا من معسكر أسرى حرب بريطاني في دنكيرك.

### عند الحصن

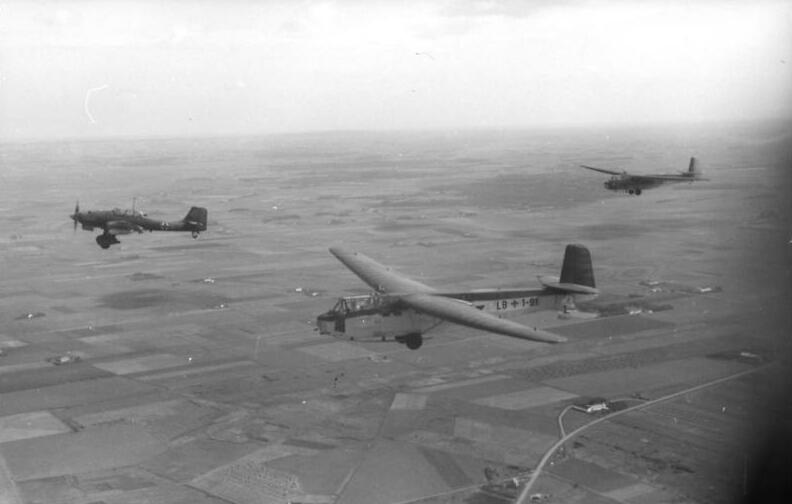
قاذفتان يونكرز يو 87 (لا تظهر إحداهما) تقطران طائرتين شراعيتين طراز دي إف إس 230 في إيطاليا

نَجَحَت الطائرات الشراعية التسع المتبقية التي تُقل القوات المحمولة جواً المخصصة لمجموعة الجرانيت في الهبوط بنجاح على سطح حصن إبين إميل، باستخدام مظلات كبح لإبطاء هبوطها وإيقافها بسرعة. وسرعان ما خرجَت القوات المجوقلة من الطائرات الشراعية، تولى أوبرفيلدويبل هيلموت فينزل القيادة في ظل غياب فيتسيغ وبدأ في زرع عبوات ناسفة بتلك المرابض الموجودة أعلى الحصن التي تضم قطع المدفعية التي يمكنها استهداف الجسور الثلاثة المستولى عليها. في الجزء الجنوبي من الحصن، حيث يقع الهدف رقم 18، تضرر مكمن مراقبة مدفعية يحوي ثلاث قطع مدفعية عيار 75 ملم بشحنة هدم خفيفة ثم دُمرّ تمامًا بشحنة أثقل، مما أدى إلى انهيار قبة المراقبة في المكمن وجزء من سقف الحصن نفسه. عند الهدف رقم 12، دمرّت القوات المحمولة جواً برج دوار يحمل قطعتين من المدفعية، ثم انتقلّت بعدها إلى الهدف رقم 26، وهو برج يحمل ثلاثة مدافع أخرى من عيار 75 ملم؛ على الرغم من نسفه بالمتفجرات وانتقال القوات المحمولة جواً المكلفة بتدميره إلى موقع آخر، فقد ثبت أن هذا سابق لأوانه حيث جُلبّ أحد المدافع بسرعة لصد المهاجمين، الذين أُجبروا على مهاجمته ثانيةً لتدميره. أُعطبّ زوج آخر من المدافع عيار 75 ملم في إحدى القباب، وكذلك الثكنات المعروفة بإيواء القوات البلجيكية. مع ذلك، ثبت أن محاولات تدمير الهدف رقم 24 كانت أقل نجاحًا؛ والذي كان عبارة عن برجين مزدوجين بمدافع من العيار الثقيل مُركبين على قبة دوارة وكان من الضخامة بحيث لا يمكن للقوات المحمولة جواً من طائرة شراعية واحدة تدميره بمفردها، مما أجبر قوات أخرى من طائرتين شراعيتين على المساعدة. حيث لُصقّت حشوات مشكلة غير مبطنة بالأبراج وفُجِّرت، وعلى الرغم من أن انفجاراتها هزت الأبراج، فإنها لم تدمرها واضطرت القوات المجوقلة الأخرى لتسلق الأبراج وتدمير فوهات المدافع.

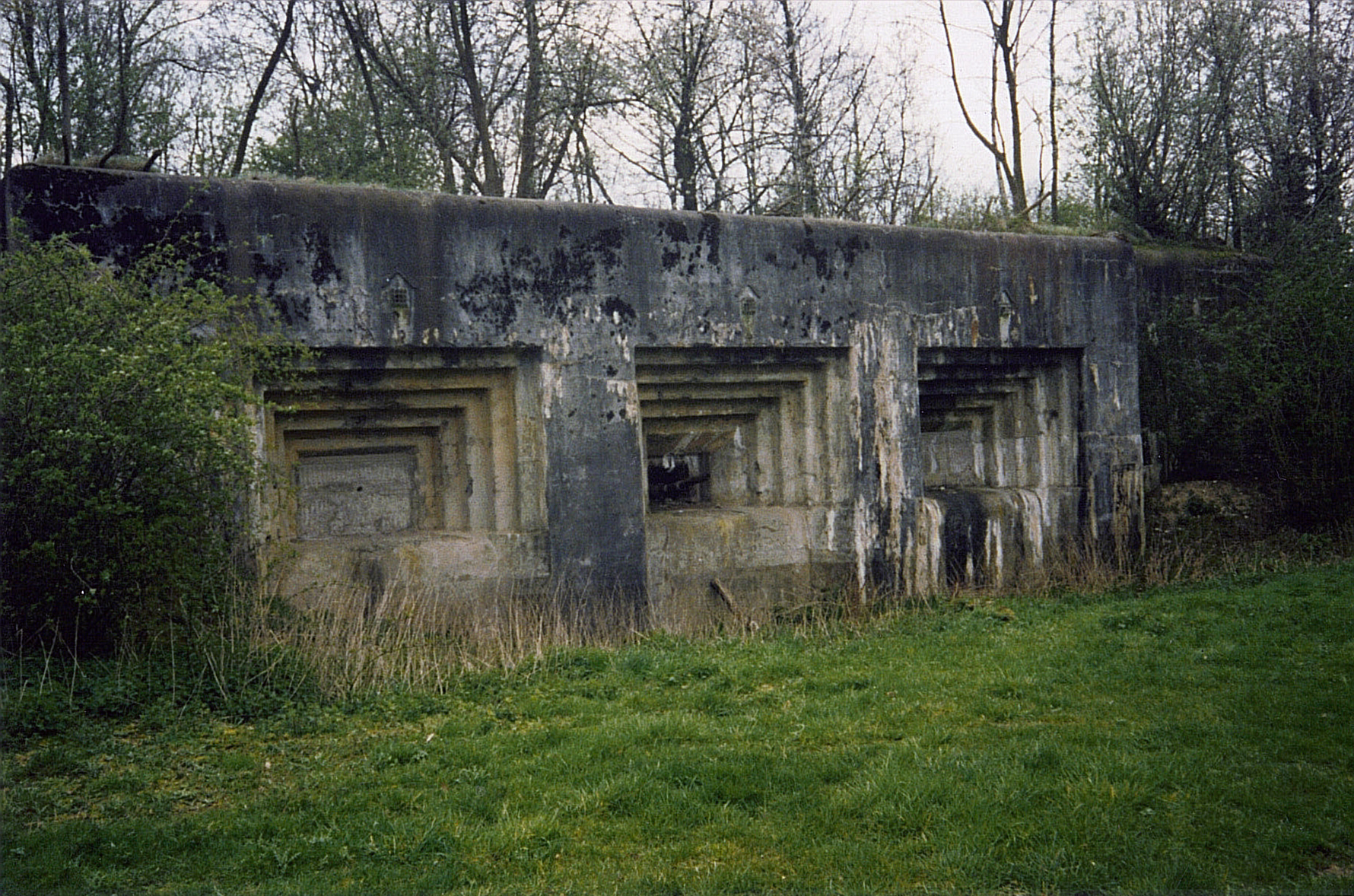
ماستريخت 2، أحد مكامن حصن إبين إميل

وقعت أحداث مماثلة في الجزء الشمالي من الحصن، فقد سارعت القوات المحمولة جواً لتدمير أو تحييد التحصينات التي تضم قطع المدفعية. كان الهدف رقم 13 عبارة عن مكمن به عدة رشاشات غطت زوايا نيرانها الجانب الغربي من الحصن؛ لتدمير المكمن، استخدمت القوات المجوقلة قاذفات اللهب لإجبار الجنود البلجيكيين الذين يديرون الأسلحة على التراجع، ثم فُجرت حشوات مشكلة في المكمن لشله. ودُمرّت قبة مراقبة أخرى مزودة بمدافع رشاشة، حيث الهدف رقم 19، ولكن تبين أن هدفين آخرين، رقمي 15 و16 عبارة عن تركيبات وهمية. جاءت الصعوبات غير المتوقعة من الهدف رقم 23، وهو قبة قابلة للسحب تضم قطعتين من المدفعية عيار 75 ملم. كان من المفترض أن الأسلحة في هذا التحصين لا يمكنها صد القوات المجوقلة، ولكن تبين خطأ هذا الافتراض عندما فتحت الأسلحة النار، مما أجبر القوات المجوقلة في المكان على الاحتماء. أدت النيران المتلاحقة لأسلحة الحصن إلى طلب الدعم الجوي، حيث قصف سرب شتوكا القبة. وعلى الرغم من أن القنابل لم تدمر القبة، فإن الانفجارات أجبرت البلجيكيين على التراجع عنها طوال فترة القتال. دمرت القوات المحمولة جواً أي مداخل ومخارج خارجية وجدتها بالمتفجرات لعزل الحامية داخل الحصن، مما أعطى الحامية فرصًا قليلة لمحاولة الهجوم المضاد. حققت القوات المحمولة جواً هدفها الأولي المتمثل في تدمير أو تعطيل قطع المدفعية التي كان من الممكن أن يستخدمها الحصن لقصف الجسور المستولى عليها، لكنها كانت لا تزال تواجه بعض القباب الصغيرة والمرابض التي كان لا بد من تحييدها. شمل ذلك المدافع المضادة للطائرات والمدافع الرشاشة.

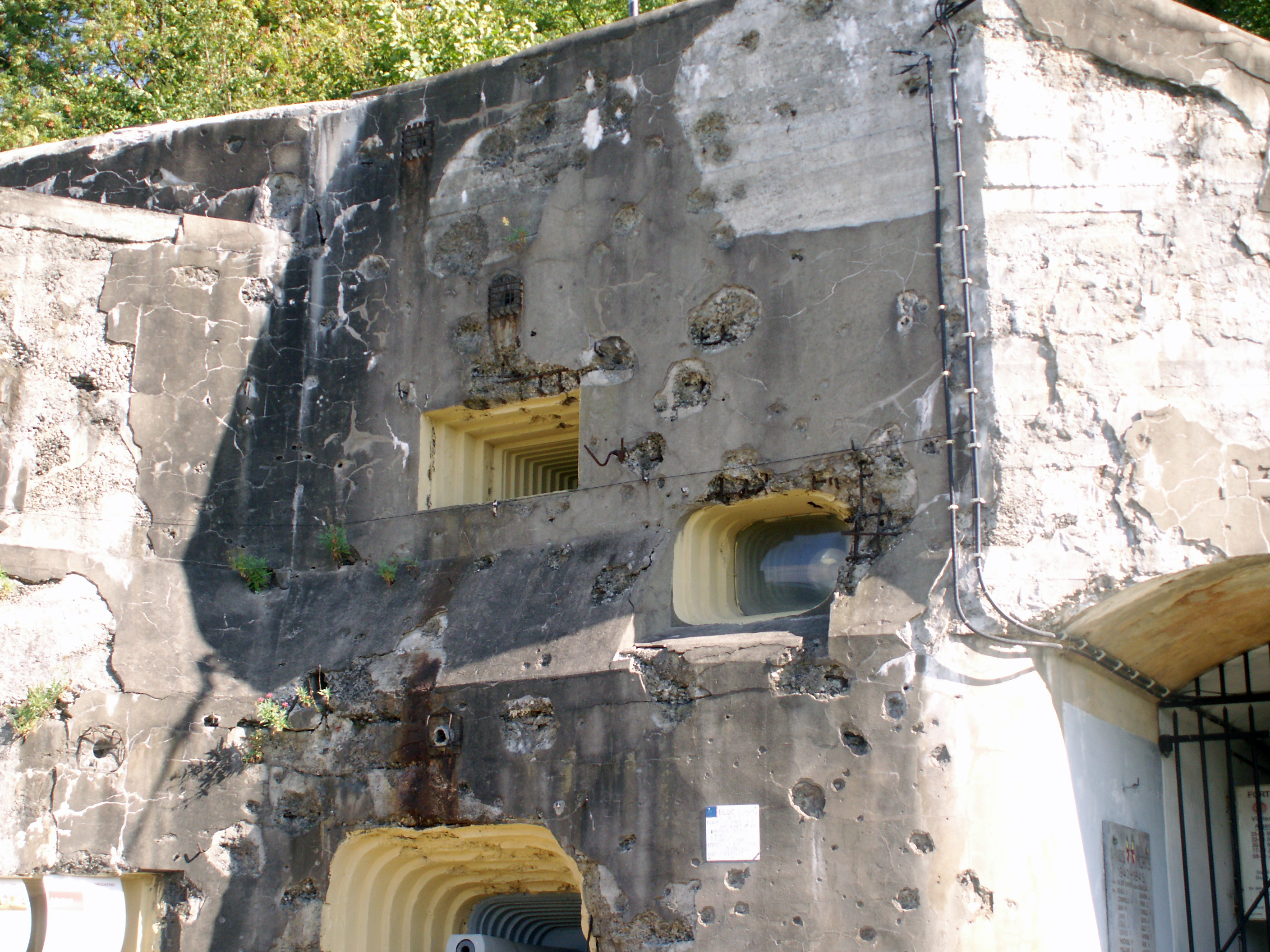
آثار الضرر الناجم عن الطلقات ما زالت ظاهرة إلى اليوم على تحصينات إبين إميل

حطّت طائرة شراعية واحدة فوق الحصن لحظة مهاجمة هذه الأهداف الثانوية، والتي خرج منها أوبرلوتينانت رودولف فيتسيغ. فبعدما هبطت طائرته الشراعية بالخطأ في الأراضي الألمانية، اتصل لاسلكيًا طالبًا طائرة نقل لقطره، والتي هبطت في الجوار بطائرة شراعية بديلة. وبمجرد أن أزالت القوات المجوقلة الأسوار والأسيجة التي تعيق إقلاع طائرة النقل، صعدوا على متن الطائرة الشراعية الجديدة والتي قُطرّت عبر غلالة من نيران المضادات الأرضية للحصن. بعد أن حققت أهدافها الأساسية المتمثلة في تحييد قطع المدفعية بحوزة الحصن، حافظت القوات المجوقلة عليه من الهجمات المضادة البلجيكية، والتي بدأت على الفور تقريبًا. نَفذّت تشكيلات المشاة البلجيكية هذه الهجمات المضادة دون دعم مدفعي وبلا تنسيق. سمح ذلك للقوات المحمولة جواً بصدهم بنيران المدافع الرشاشة. استهدفت المدفعية من عدة حصون صغيرة قريبة ووحدات مدفعية ميدانية بلجيكية القوات المجوقلة، لكن ذلك كان أيضًا بلا تنسيق ولم يحقق شيئًا وغالبًا ما ساعد القوات المحمولة جواً في صد الهجمات المضادة لوحدات المشاة البلجيكية. كما نُظمّت دوريات لضمان بقاء الحامية داخل الحصن وعدم خروجها ومحاولتها استعادة الحصن. كان من الممكن إحباط أي محاولة للحامية لشن هجوم مضاد نظرًا لحقيقة أن الطريق الوحيد المتاح لمثل هذا الهجوم كان عبر صعود سلمًا حلزونيًا واحدًا، وأن أي حواجز تطل على الحصن كانت قد سقطّت أو حُيدّت. كانت خطة الهجوم قد دعت إلى إحلال كتيبة المهندسين 51 محل مجموعة الجرانيت في غضون ساعات قليلة من الاستيلاء على الحصن، لكن المجموعة لم تُستبدل فعليًا حتى الساعة 7:00 في 11 مايو. أجبرت المقاومة البلجيكية الشديدة، بالإضافة إلى العديد من الجسور المهدمة فوق نهر الميز، الكتيبة على بناء جسور جديدة مما أدى إلى تأخرها كثيرًا. وبمجرد استبدال القوات المجوقلة شنّت الكتيبة بالتعاون مع فوج مشاة وصل بعد فترة قصيرة من وصول كتيبة المهندسين هجومًا على المدخل الرئيسي للحصن. عند هذا الهجوم استسلمت الحامية في الساعة 12:30، بعدما تكبدت ستين قتيلاً وأربعين جريحًا. كما أسر الألمان أكثر من ألف جندي بلجيكي. في حين خسرت مجموعة الجرانيت ستة قتلى وتسعة عشر جريحًا.

## نتيجة المعركة

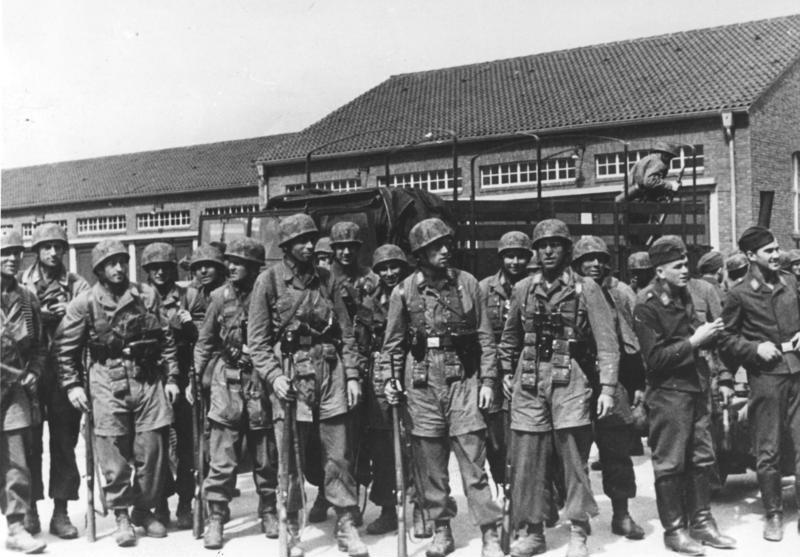
المظليون من كتيبة كوخ

كان الهجوم الجوي على الجسور الثلاثة وحصن إبين إميل بمثابة نجاح ساحق للمظليين من كتيبة كوخ؛ فقد أعطبّت قطع المدفعية التي كانت بحوزة الحصن، واستولت المجموعات الفرعية لكتيبة كوخ على جسرين من الجسور الثلاثة المطلوب الاستيلاء عليها قبل تدميرها. سمحّ الاستيلاء على الجسور وتحييد قطع المدفعية في الحصن لمشاة ومدرعات الجيش الثامن عشر بتجاوز الدفاعات البلجيكية الأخرى ودخول قلب بلجيكا. في إصدارات ما بعد الحرب، كتب اللواء كورت شتودنت عن العملية، وجهود مجموعة الجرانيت خاصةً، فذكر أنها كانت عملاً ذا أهمية نموذجية جريئة وحاسمة، «لقد درست تاريخ الحرب الأخيرة والمعارك على جميع الجبهات. لكنني لم أتمكن من العثور على أي شيء من بين مجموعة المعارك الرائعة - للصديق أو العدو - يمكن مضاهته بالنجاح الذي حققته مجموعة كوخ الهجومية».
ترقت كتيبة كوخ بعد نهاية فال غيلب لتصبح الكتيبة الأولى لفوج الهجوم الجوي الأول الذي شُكلّ حديثًا، والذي تكون من أربع كتائب من فالشيرم-ييغر التي تدربّت كقوة هجومية محمولة جوًا على الطائرات الشراعية. ترقى هاوبتمان كوخ إلى رتبة رائد لدوره في العملية وتولى قيادة الكتيبة الأولى. شيدّت كتيبة المهندسين المدرعة السابعة عشر من الجيش الأمريكي جسرًا جديدًا فوق القناة في 15 سبتمبر 1944 بسبب تدمير الجسور.

### فهرس المراجع
1. 1 2 3 4 5  Lucas 1988، صفحة 22.
2. 1 2  Clodfelter 2017، صفحة 437.
3. ↑  Kuhn، Volkmar (1978). German Paratroops in World War II. Ian Allen, Ltd. ISBN:0-7110-0759-4., pp. 31-32
4. ↑  Harclerode, p. 55
5. 1 2 3  Harclerode 2005، صفحة 55.
6. ↑  Harclerode 2005، صفحة 46.
7. 1 2  Tugwell 1971، صفحة 47.
8. 1 2 3  Harclerode 2005، صفحة 47.
9. 1 2 3 4  Tugwell 1971، صفحة 51.
10. 1 2 3 4 5  Harclerode 2005، صفحة 48.
11. 1 2 3 4  Lucas 1988، صفحة 21.
12. 1 2 3 4  Kuhn 1978، صفحة 29.
13. ↑  Harclerode 2005، صفحات 47–48.
14. ↑  Tugwell 1971، صفحة 48.
15. 1 2  Harclerode 2005، صفحة 51.
16. 1 2 3  Tugwell 1971، صفحة 52.
17. 1 2  Lucas 1988، صفحة 20.
18. 1 2 3  Vliegen 1988، صفحة 42.
19. 1 2 3 4  Tugwell 1971، صفحة 50.
20. ↑  Sweeting، C. G. (7 أغسطس 2012). "Hitler's Secret Attack on the World's Largest Fort". HistoryNet. مؤرشف من الأصل في 2021-07-12.
21. ↑  Paratrooper: The Life of Gen. James M. Gavin 1994، صفحة 55.
22. 1 2  Harclerode 2005، صفحة 53.
23. 1 2 3 4 5  Kuhn 1978، صفحة 30.
24. 1 2 3 4 5 6 7  Kuhn 1978، صفحة 32.
25. 1 2  Vliegen 1988، صفحة 41.
26. 1 2 3  Harclerode 2005، صفحة 54.
27. 1 2 3 4 5  Lucas 1988، صفحة 23.
28. ↑  Thomanek، Rudolf (1960). "The Development of Lined Hollow Charge". Explosivstoffe. ج. 8 ع. 8. مؤرشف من الأصل في 2016-07-01. اطلع عليه بتاريخ 2015-04-28.
29. 1 2 3  Kuhn 1978، صفحة 34.
30. 1 2 3  Lucas 1988، صفحة 25.
31. ↑  Vliegen 1988، صفحة 43.
32. ↑  Tugwell 1971، صفحة 57.
33. ↑  Tugwell 1971، صفحة 58.
34. ↑  Kuhn 1978، صفحة 36.
35. ↑  Harclerode 2005، صفحة 58.
36. ↑  "82nd - Our History.htm". www.82ndengineers.org. مؤرشف من الأصل في 2019-04-18.

### معلومات المراجع كاملة
- Clodfelter، Micheal (2017). Warfare and Armed Conflicts: A Statistical Encyclopedia of Casualty and Other Figures, 1492-2015, 4th ed. McFarland. ISBN:978-0-7864-7470-7.
- Die Wehrmachtberichte 1939–1945: September 1939 bis 31. Dezember 1941 [Wehrmacht Reports: September 1939 to 31 December 1941]. München: Deutscher Taschenbuch Verlag GmbH & Co. KG. ج. Band 1, I. 1985. ISBN:978-3-423-05944-2.
- Harclerode، Peter (2005). Wings of War: Airborne Warfare 1918–1945. Weidenfeld & Nicolson. ISBN:0-304-36730-3.
- Kuhn، Volkmar (1978). German Paratroops in World War II. Ian Allan. ISBN:0-7110-0759-4.
- Lucas، James (1988). Storming Eagles: German Airborne Forces in World War Two. Arms and Armour Press. ISBN:0-85368-879-6.
- Tugwell، Maurice (1971). Airborne To Battle — A History Of Airborne Warfare 1918–1971. William Kimber. ISBN:0-7183-0262-1.
- Vliegen، René (1988). Fort Eben-Emael (ط. الأولى). Fort Eben Emael, Association pour l'étude, la conservation et la protection du fort d'Eben-Emael et de son site A.S.B.L.n° 8063/87. OCLC:64862767.

### قراءة معمقة
- Bekker، Cajus (1994). The Luftwaffe War Diaries — The German Air Force in World War II. Da Capo Press. ISBN:0-306-80604-5.
- Devlin، Gerard M. (1979). Paratrooper — The Saga Of Parachute And Glider Combat Troops During World War II. Robson Books. ISBN:0-312-59652-9.
- Dunstan، Simon (2005). Fort Eben Emael. The key to Hitler's victory in the West. Osprey. ISBN:1-84176-821-9.
- Hooton، E.R. (2007). Luftwaffe at War; Blitzkrieg in the West. Chevron/Ian Allan. ISBN:978-1-85780-272-6.
- Saunders، Tim (2005). Fort Eben Emael. Barnsley, South Yorkshire: Pen and Sword Books. ISBN:978-1-84415-255-1. مؤرشف من الأصل في 2014-02-01.

## وصلات خارجية
- حصن إبين إميل - مركز الزوار
- تسليح حصن إبين إميل (بالتشيكية فقط)